# Corynebacterium diphtheriae
Corynebacterium diphtheriae  (лат.) — вид грамположительных палочковидных бактерий рода коринебактерий (Corynebacterium), возбудитель дифтерии. Впервые описана немецким микробиологом Эдвином Клебсом, выделена в чистую культуру немецким врачом и микробиологом Фридрихом Лёффлером.

## Биологические свойства
Геном C. diphtheriae представлен кольцевой двуцепочечной молекулой ДНК размером в 2488635 п.н. и содержит 2320 кодирующих последовательностей, доля G+C — 53,5 %. При помощи плазмиды pNG2 C. diphtheriae осуществлена трансформация других видов бактерий.

### Морфология

Характерная форма клеток и взаимное расположение C. diphtheriae

Крупные (1—8 × 0,3—0,8 мкм) прямые, слегка изогнутые полиморфные палочковидные бактерии. На полюсах клеток локализуются метахроматические зёрна волютина (зёрна Бабеша-Эрнста), придавая клеткам характерную форму «булавы». Зёрна волютина окрашиваются метиленовым синим либо по Нейссеру. На микропрепаратах располагаются одиночно или вследствие особенностей деления клеток располагаются в форме латинской буквы V или Y. Спор не образуют, у многих штаммов выделяют микрокапсулы.

### Культуральные свойства
Хемоорганогетеротроф, факультативный анаэроб. Растут на сложных питательных средах, содержащих сыворотку, например на свёрнутой лошадиной сыворотке по Ру, смеси бычьей сыворотки с сахарным бульоном по Леффлеру. На кровяном агаре с теллуритом (среда Клаубера) колонии приобретают чёрный цвет вследствие восстановления теллурита. Различают три биовара C. diphtheriae: gravis, mitis и intermedius:
- Биовар gravis: являются R-формами C. diphtheriae, образуют крупные шероховатые колонии на плотных питательных средах, на среде с теллуром чёрного цвета. На жидких питательных средах — плёнка и зернистый осадок.
- Биовар mitis: являются S-формами C. diphtheriae, образуют гладкие колонии с блестящей поверхностью на плотных питательных средах, на среде с теллуром чёрного цвета. На жидких питательных средах — диффузное помутнение.
- Биовар intermedius: промежуточная форма между двумя вышеперечисленными, на плотных питательных средах — мелкие колонии, в жидких — помутнение и осадок.

### Геном
Геном Corynebacterium diphtheriae штамма NCTC 13129 представлен кольцевой двуцепочечной молекулой ДНК размером  2488635 п.н. и содержит  2389 гена, из которых 2272 кодируют белки, процент пар Г+Ц составляет 87 %, этот штамм не содержит плазмид. У других штаммов вида Corynebacterium diphtheriae обнаружены плазмиды. У Corynebacterium diphtheriae  штамма S601 имеется плазмида pNG2, представленная кольцевой двуцепочечной молекулой ДНК размером  15100 п.н., содержащая 16 генов, все из которых являются белок-кодирующими, плазмида ответственна за резистентность к эритромицину, также известна кольцевая плазмида pNGA2 размером 4191 п.н. и кодирующая всего три гена.

## Патогенность

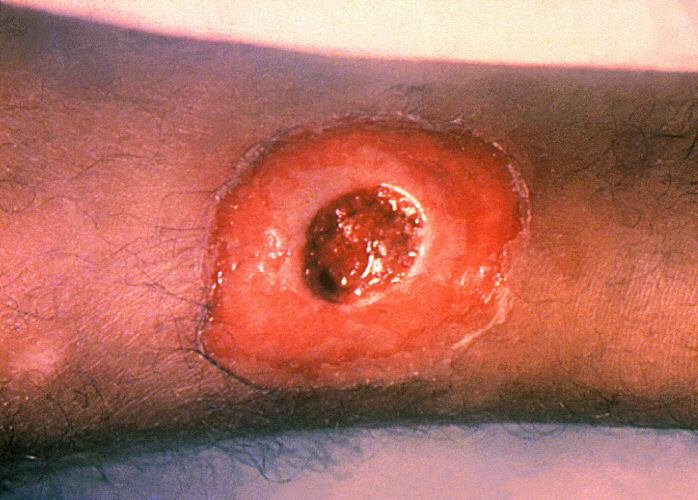
C. diphtheriae способна вызывать не только дифтерию зева, но и поражение кожных покровов.

Как токсигенные, так и нетоксигенные штаммы C. diphtheriae являются возбудителями дифтерии. Токсигенные штаммы (типа gravis) вызывают более сложные формы дифтерии. Токсигенность обусловлена наличием гена tox, источником которого является лизогенный бактериофаг в интегрированном состоянии. Имелись сообщения об эффектах действия противофаговой сыворотки на уровень вирулентности возбудителя дифтерии. Также имеется информация о действии бактериофага C. diphteriae на C. ulcerans и C. ovis. Кроме дифтерии C. diphtheriae способна вызывать эндокардиты и поражения кожных покровов (см. рисунок).